# Thomas Noll
Thomas Noll (* 27. Mai 1962 in Kassel) ist ein deutscher Kunsthistoriker.

## Leben
Thomas Noll studierte von 1981 bis 1991 Kunstgeschichte, Klassische Archäologie sowie Mittlere und Neuere Geschichte in Göttingen und Heidelberg. Im Jahr 1991 folgte die Promotion in Göttingen.
Zwischen 1992 und 1993 erhielt er ein Forschungsstipendium des Landes Niedersachsen am Zentralinstitut für Kunstgeschichte in München. Von 1993 bis 1995 war Noll Wissenschaftlicher Mitarbeiter am Lehrstuhl für Kunstgeschichte der Universität Augsburg; gleichzeitig war er Lehrbeauftragter an der Georg-August-Universität Göttingen. Zwischen 1995 und 1997 erhielt er ein Postdoktorandenstipendium im Rahmen des Graduiertenkollegs Kirche und Gesellschaft im Heiligen Römischen Reich des 15. und 16. Jahrhunderts in Göttingen. Von 1998 is 2000 bekam er ein Forschungsstipendium der Gerda Henkel Stiftung. Im Jahr 2001 erfolgte die Habilitation in Göttingen. Seit 2001 lehrt Noll in Göttingen und zwischen 2004 und 2005 an der Kunsthochschule Kassel. Seit 2002 ist er Angehöriger des Göttinger Zentrums für Mittelalter- und Frühneuzeitforschung.

## Forschungsschwerpunkte
- Kunst des späten Mittelalters
- Kunst des 19. und frühen 20. Jahrhunderts im geistes- bzw. kulturgeschichtlichen Zusammenhang

## Ausgewählte Publikationen
- Einführung in die Beschreibung und Analyse von Werken der bildenden Kunst. wbg Academic, Darmstadt 2022, ISBN 978-3-534-40611-1.

- Das Bildprogramm der Sixtinischen Kapelle in Rom. Michelangelos Deckenfresken in der malerischen Gesamtausstattung von Sixtus IV. bis Paul III (= Päpste und Papsttum. Band 47). Hiersemann, Stuttgart 2019, ISBN 978-3-7772-1927-1.
- "Max Beckmann und die 'Geheimlehre' der Helena P. Blavatsky", In: Max Beckmann. – (Hefte des Max-Beckmann-Archivs; 8), 2006, p. 44–74
- "Alexander der Große in der nachantiken bildenden Kunst", Mainz am Rhein: von Zabern, 2005.
- Rezension von: Holbein and England / Susan Foister. – New Haven [u. a.]: Yale University Press, 2004
- Hans Holbein d. J.: Tafelmaler in Basel 1515–1532 / Jochen Sander. – München: Hirmer, 2005, In: Journal für Kunstgeschichte, 9.2005 No. 4, p. 333–343
- Zur "Idee" von Joseph Anton Kochs 'Schmadribachfall', In: Jahrbuch der Berliner Museen, N.F. 46.2004(2005)
- Zur Ikonographie des Hochaltarretabels der St. Jacobi-Kirche in Göttingen, 2005, in: Das Hochaltarretabel der St. Jacobi-Kirche in Göttingen / Bernd Carqué [Hrsg.]. – (Veröffentlichungen des Max-Planck-Instituts für Geschichte ; 213), 2005, p. 207–247
- Zu Begriff, Gestalt und Funktion des Andachtsbildes im späten Mittelalter, In: Zeitschrift für Kunstgeschichte, 67.2004, p. 297–328
- Die Greifenfahrt Alexanders des Großen, 2004, In: Mythen Europas / Michael Neumann [Hrsg.]. 2. Mittelalter / Inge Milfull [Hrsg.], p. 178–199
- "Albrecht Altdorfer in seiner Zeit: religiöse und profane Themen in der Kunst um 1500", (Kunstwissenschaftliche Studien; 115) Hochschulschrift: Zugl.: Göttingen, Univ., Habil.-Schr., 2001  München [u. a.]: Deutscher Kunstverlag, 2004
- Der "Englische Gruß" des Veit Stoß: Ikonographie und Frömmigkeit, In: Zeitschrift des Deutschen Vereins für Kunstwissenschaft, 56/57.2002/03(2004), p. 115–143
- Van Gogh : 'Felder' ; das 'Mohnfeld' und der Künstlerstreit, In: Kunstchronik, 56.2003, p. 349–356
- "Adam und Eva" im Werk von Max Beckmann, In: Jahrbuch der Berliner Museen, N.F. 43.2001(2003), p. 261–302
- Max Beckmanns "Grosses Stilleben mit Musikinstrumenten": zur Deutung des Gemäldes im Spiegel eines Bildgedichts oder ; der Künstler als Interpret seines Werkes, In: Städel-Jahrbuch, N.F. 18.2001(2002), p. 271–296
- 'Der sterbende Seneca' des Peter Paul Rubens: kunsthistorisches und weltanschauliches Programmbild, In: Münchner Jahrbuch der bildenden Kunst, 3.F. 52.2001, p. 89–158
- Rezension von: Hans Holbein der Jüngere: Akten des internationalen Symposiums, Kunstmuseum Basel, 26.–28. Juni 1997 / Red.: Matthias Senn. – Basel : Schwabe, 1999. – (Zeitschrift für Schweizerische Archäologie und Kunstgeschichte; 55.1998), p. 97–336, In: Göttingische gelehrte Anzeigen, 253.2001 No. 1–2, p. 89–109 (Sonderabdruck)
- Pieter Bruegel d. Ä.: der Bauer, der Vogeldieb und die Imker, Autor: Thomas Noll, In: Münchner Jahrbuch der bildenden Kunst, 3.F. 50.1999(2000), p. 65–106
- Ernst Barlach, Christus und Thomas. In: Marion Ackermann, Annette Kanzenbach, Thomas Noll, Michael Streetz (Hrsg.): Kunst und Geschichte. Festschrift für Karl Arndt zum siebzigsten Geburtstag, Niederdeutsche Beiträge zur Kunstgeschichte, Bd. 38, 1999, S. 303–320.
- Vom Glück des Gelehrten. Versuch über Jacob Burckhardt, Göttingen 1997
- Vincent van Gogh. Fischerboote am Strand von Les Saintes-Maries-de-la-Mer, Insel Kunstmonographie, Frankfurt a. M. 1996.
- 'Der große Sämann'. Zur Sinnbildlichkeit in der Kunst von Vincent van Gogh, Worms 1994.
- 'Zwischen den Stühlen' – A. Paul Weber. Britische Bilder und 'Leviathan'-Reihe. Studien zum Werk des Künstlers im Dritten Reich, Göttinger Beiträge zur Kunstgeschichte, Bd. 1, 2 Bde., (Diss. phil. Göttingen 1991) Münster, Hamburg 1993.
- Alexander der Große in der nachantiken bildenden Kunst. Verlag Philipp von Zabern, Mainz 2005, ISBN 3-8053-3549-0; Rezension von Christiane Braun  in: Journal für Kunstgeschichte Band 10, 2006, Heft 4, S. 341–344 "D. 3. Malerei und Graphik".